# Pío Leyva
Pío Leyva, pseudonimo di Wilfredo Pascual (Morón, 5 maggio 1917 – L'Avana, 22 marzo 2006), è stato un cantautore cubano.
Pio Leyva debuttò nell'ambiente musicale a sei anni quando, nella sua città natale, vinse un concorso di bongo. Dopo qualche anno iniziò la sua carriera suonando, sempre il bongo, nel gruppo dei Siboney; ma le sue vere doti erano quelle di cantante e infatti come tale venne scoperto e lanciato sino a diventare uno dei più noti e rappresentativi cantanti cubani. Collaborò con il "Sexteto Caribe" e con la jazz band di Jesús Montalvo e poi, insieme a Miguel Angel Pino Tresero e alla seconda voce Nico Morgado, formò un trio che rapidamente monopolizzò le frequenze della radio locale.
Nel 1950 si trasferì a L'Avana dove la sua popolarità raggiunse il suo apice. Negli anni seguenti collaborò con i più noti musicisti cubani: da  Compay Segundo a Esteban Antuñez, da Bebo Valdés a Noro Morales, Niño Rivera, Joaquin Mendivel. Registrò diversi album da solista e compose una grande varietà di brani tra cui la sua più famosa canzone, Pio Mentiroso; nel 1962, partecipò al primo Festival della Musicale Popolare cubana.
Dopo qualche anno di silenzio, nel 1996, Pío Leyva torna dietro al microfono per partecipare al progetto musicale Afro-Cuban All Stars, organizzato da Juan de Marcos González, il direttore musicale del gruppo Sierra Maestra, che venne registrato nelle sessioni di Buena Vista Social Club.
La sera del 22 marzo 2006, all'età di 89 anni, Pío Leyva muore in seguito ad un attacco cardiaco. Riceverà sepoltura nel cimitero Cristoforo Colombo, a L'Avana.